# Numa Lavanchy
Numa Lavanchy (Morges, 25 agosto 1993) è un calciatore svizzero, centrocampista del Sion.

## Carriera

### Club
Il 20 luglio 2013 debuttò nel massimo campionato svizzero con la maglia del Losanna nella sconfitta interna per 1-3 contro lo Young Boys. Il 20 giugnò 2016 si trasferì dal Losanna al Grasshopphers, compagine in cui militò per due stagioni e mezzo, passando il 31 gennaio 2019 al Lugano.

### Nazionale
Ha giocato nelle nazionali giovanili svizzere Under-17, Under-18 ed Under-20.

## Palmarès
- Coppa Svizzera: 1

Lugano: 2021-2022
- Challenge League: 1

Sion: 2023-2024